# Неплях Анна
А́нна Не́плях (5 червня 1994, Дніпропетровськ, Україна) — українська модель, переможниця конкурсів «Міс Україна — Всесвіт» (2021 рік) і «Міс Інтерконтиненталь Україна» (2017).

## Біографія
Анна Неплях народилася 5 червня 1994 року[джерело?] у, на той час, Дніпропетровську. У дитинстві вона вісім років займалася танцями. Закінчила школу із золотою медаллю, а вищу освіту отримала в Києві, у Київському національному університеті будівництва і архітектури. Працювала моделлю.
У 2017 році Анна стала переможницею конкурсу «Міс Інтерконтиненталь Україна» та представляла Україну на конкурсі «Міс Інтерконтиненталь» на курортах та круїзах «Санрайз» у єгипетській Хургаді, де змагалася з 65 іншими кандидатками. До півфіналу не дійшла.[джерело?] У 2020 році вона з'явилася в 10 сезоні української версії романтичного реаліті-шоу «Холостячка». На шоу дівчина намагалася побудувати стосунки з пілотом і власником льотної школи Максимом Михайлюком, але перемогти не змогла і покинула проєкт на 7-мі випуску.
15 жовтня 2021 року, 27-річна Неплях, змагалася з 14 іншими фіналістками на конкурсі «Міс Україна — Всесвіт» у Києві, де перемогла. Здобувши титул, вона представила Україну на конкурсі «Міс Всесвіт 2021», що проходив в ізраїльському місті Ейлат.